# Stade León-Gómez
 (mars 2025).
Le stade León-Gómez est un stade de football à Tela au Honduras.
Son résident est le Tela Timsa, rebaptisé Club Deportivo Petrotela, club ayant évolué à plusieurs reprises en première division du championnat du Honduras de football entre 1985 et 1993.